# Santibáñez de Ecla
Santibáñez de Ecla ist ein Ort und eine nordspanische Gemeinde (municipio) mit 42 Einwohnern (Stand: 2024) in der Provinz Palencia der Autonomen Gemeinschaft Kastilien-León. Neben dem Hauptort Santibáñez de Ecla gehören die Weiler San Andrés de Arroyo und Villaescusa de Ecla zur Gemeinde.

## Lage und Klima
Santibáñez de Ecla liegt in der altkastilischen Meseta in einer Höhe von ca. 1075 m. Die Provinzhauptstadt Palencia befindet sich gut 80 km (Fahrtstrecke) südlich. Das Klima im Winter ist kühl, im Sommer dagegen trotz der Höhenlage gemäßigt bis warm; Niederschläge (ca. 640 mm/Jahr) fallen überwiegend im Winterhalbjahr.

## Bevölkerungsentwicklung
| Jahr      | 1970 | 1981 | 1991 | 2001 | 2011 | 2021 |
| Einwohner | 206  | 154  | 120  | 98   | 77   | 47   |

## Sehenswürdigkeiten
- Johanniskirche in Santibáñez de Ecla
- Zisterzienserkloster San Andrés de Arroyo, 1181 begründet
- Helenenkirche in Villaescusa de Ecla

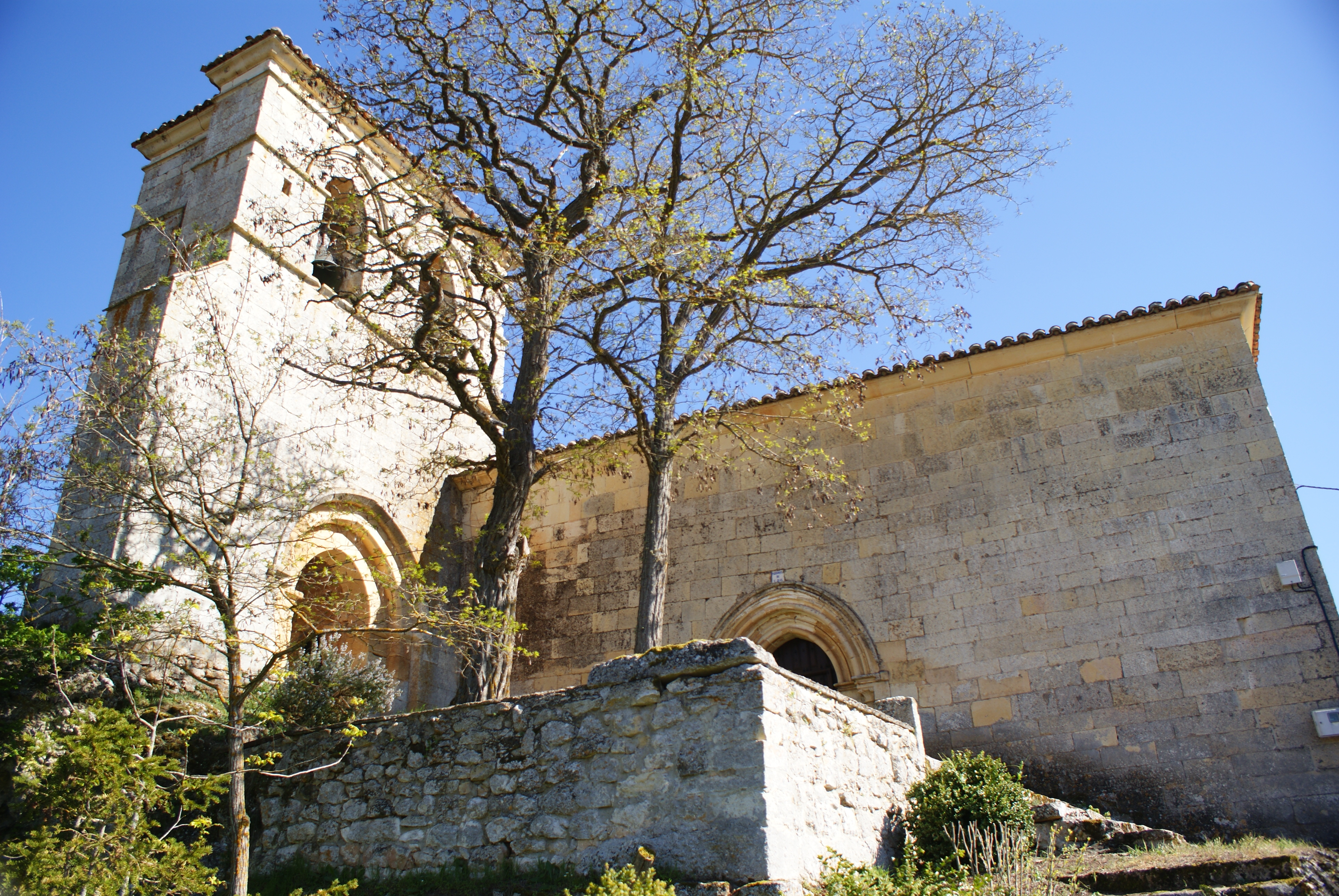
Johanniskapelle
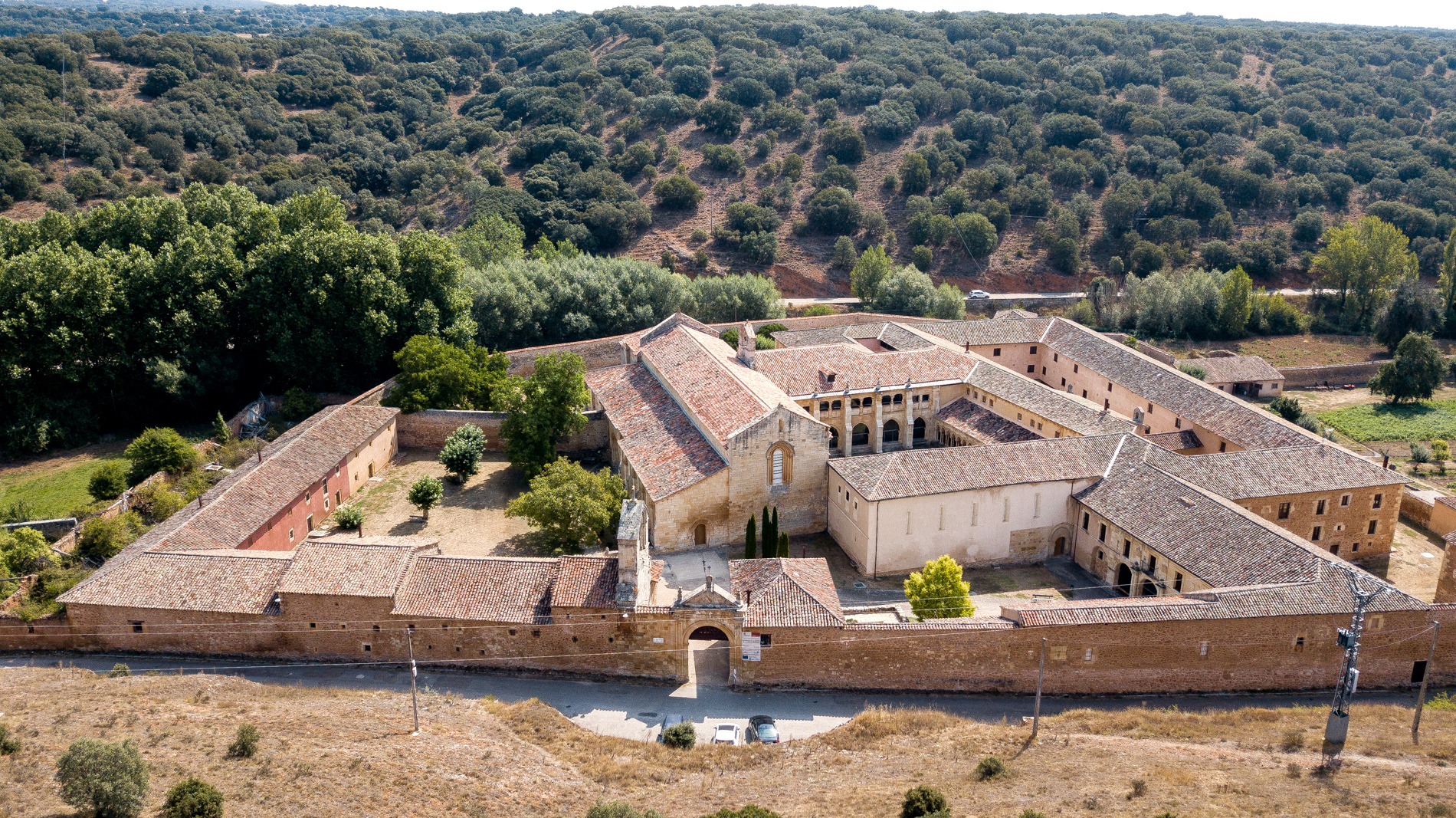
Zisterzienserinnenabtei
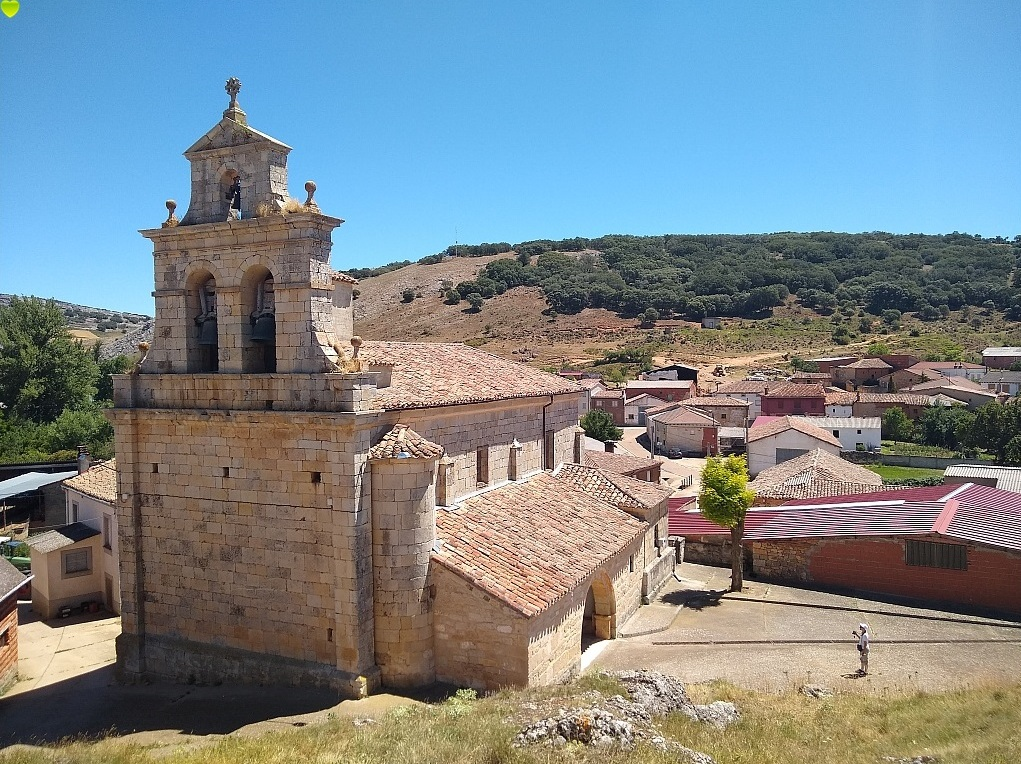
Helenenkirche